# Werner Günthör
Werner Günthör (född 1 juni 1961 i Uttwil, Schweiz) är en före detta schweizisk kulstötare i friidrott. Günthörs storhetstid var i slutet av 1980-talet och början av 1990-talet. Bland annat vann han tre raka VM-guld under åren 1987-1993.

## Resultat i mästerskap
- 1984: EM-silver inomhus i Göteborg (med en stöt på 20,33 meter), efter sovjeten Jânis Bojars (20,84 meter).
- 1985: EM-brons inomhus i Aten (21,23 meter), efter tjeckoslovaken Remigius Machura (21,73) och östtysken Ulf Timmermann (21,44 meter).
- 1986: EM-guld i Stuttgart (22,22 meter) och EM-guld inomhus i Madrid (21,74 meter).
- 1987: VM-guld i Rom (22,23 meter), VM-silver inomhus i Indianapolis (21,61 meter) efter Ulf Timmermann (22,24 meter) och EM-silver inomhus i Lievin (21,53 meter) efter Ulf Timmermann (22,19 meter).
- 1988: OS-brons i Seoul (21,99 meter), efter Ulf Timmermann (22,47 meter) och amerikanen Randy Barnes (22,39 meter).
- 1991: VM-guld i Tokyo (21,67 meter) och VM-guld inomhus i Sevilla (21,17 meter).
- 1993: VM-guld i Stuttgart (21,97 meter).

## Personligt rekord
Günthör personliga rekord är 22,75 meter från en tävling i Bern, Schweiz, den 23 augusti 1988 vilket placerar honom på femte plats genom idrottshistorien (oktober 2008) .

## Efter friidrottskarriären
Den 2,00 meter långe Günthör tävlade efter friidrottskarriären i bob. Idag jobbar han som idrottslärare och friidrottscoach. Han är gift och bor i Biel, Schweiz.